# Chevy Stevens
Chevy Stevens (* 1973 auf Vancouver Island; eigentlich Rene Unischewski) ist eine kanadische Krimiautorin.
Chevy Stevens ist auf einer Ranch auf Vancouver Island aufgewachsen. Sie arbeitete im Vertrieb von Geschenkartikeln und als Immobilienmaklerin, bevor sie 2010 ihren ersten Kriminalroman Still Missing (dt. Still Missing – Kein Entkommen) veröffentlichte. Für diesen Roman erhielt sie 2011 den International Thriller Award für den besten Debütroman. Ebenfalls 2011 erschien ihr zweiter Roman Never Knowing (dt. Never Knowing – Endlose Angst). Chevy Stevens lebt mit ihrem Ehemann und ihrer Tochter auf Vancouver Island.

## Werke
Thriller
- Still Missing - Kein Entkommen (Originaltitel: Still Missing, übersetzt von Maria Poets), Fischer Taschenbuch-Verlag 2010, ISBN 978-3-596-18716-4.
- Never Knowing - Endlose Angst (Originaltitel: Never Knowing, übersetzt von Maria Poets), Fischer Taschenbuch-Verlag 2011, ISBN 978-3-596-19274-8.
- Blick in die Angst (Originaltitel: Always Watching, übersetzt von Maria Poets), Fischer Taschenbuch-Verlag 2013, ISBN 978-3-596-19379-0.
- That Night - Schuldig für immer (Originaltitel: That Night, übersetzt von Maria Poets), Fischer Taschenbuch-Verlag 2015, ISBN 978-3-596-03033-0.
- Those Girls - Was dich nicht tötet (Originaltitel: Those Girls, übersetzt von Maria Poets), Fischer Taschenbuch-Verlag 2016, ISBN 978-3-596-03470-3.
- Ich beobachte dich (Originaltitel: Never let you go, übersetzt von Maria Poets), Fischer Scherz 2018, ISBN 978-3-651-02552-3.
- Tief in den Wäldern (Originaltitel: Dark Roads, übersetzt von Maria Poets), Fischer Scherz 2022, ISBN 978-3-651-02593-6.